# فالنير فرانكوفيتش
فالنير فرانكوفيتش (بالكرواتية: Valner Franković)‏ مواليد 9 يوليو 1968 في مقاطعة إستريا، جمهورية يوغوسلافيا الاشتراكية الاتحادية، هو لاعب كرة يد كرواتي معتزل. مثل منتخب كرواتيا لكرة اليد في 173 مباراة. شارك في دورة الألعاب الأولمبية الصيفية سنة 1996.

## الإنجازات
- الدوري الكرواتي لكرة اليد الوصافة: 1991-92 ، 1995-96
- الدوري الكرواتي لكرة اليد الفوز : 1993-94، 1994-95

## روابط خارجية
- فالنير فرانكوفيتش على موقع الاتحاد الأوروبي لكرة اليد (الإنجليزية)
- فالنير فرانكوفيتش على موقع أوليمبيديا (الإنجليزية)